# Rieden (Soyen)

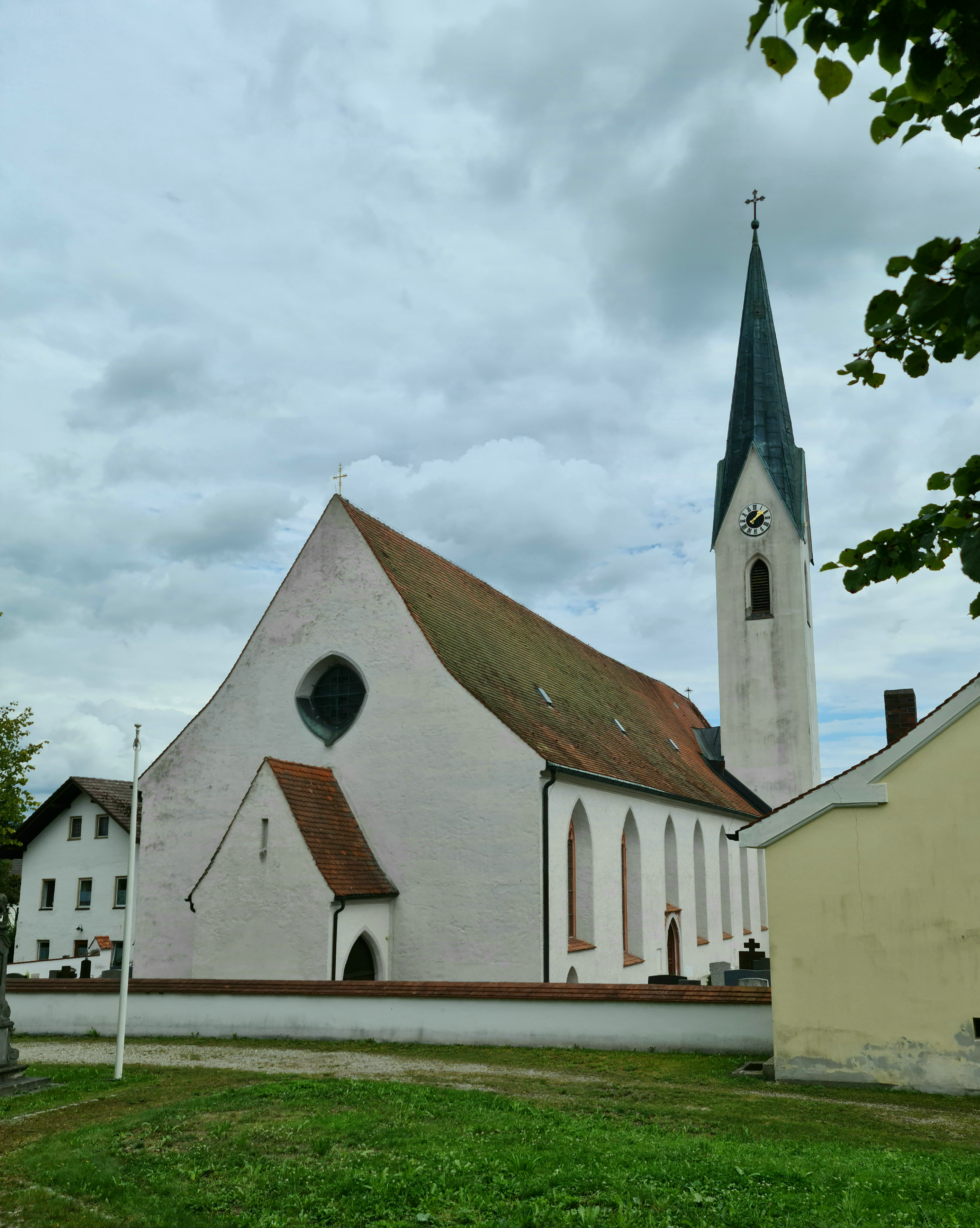
St. Peter in Rieden

Rieden ist ein Pfarrdorf in der Gemeinde Soyen im oberbayerischen Landkreis Rosenheim.

## Geschichte
Der Ort Rieden gehörte zum Rentamt München und zum Landgericht Wasserburg des Herzogtums und späteren Kurfürstentums Bayern. Seit 1818 gehört es zur politischen Gemeinde Soyen.
Die Kirche St. Peter ist Sitz der Pfarrei Rieden, die das Gebiet der politischen Gemeinde Soyen umfasst. Der im Kern spätgotische Kirchenbau wurde 1846 und 1880/1881 umgestaltet und im Westen verlängert. Zur Inneneinrichtung gehören unter anderem zwölf Apostelmedaillons aus dem Jahr 1700 sowie ein Triumphbogenkreuz aus dem 16. Jahrhundert. Eine umfassende Renovierung erfolgte 1976.